# Уряд Бельгії
Уряд Бельгії (фр. Council of Ministers, нід. Ministerraad)  — вищий орган виконавчої влади Бельгії.

## Голова уряду
- Прем'єр-міністр — Александер де Кроо (англ. Charles Michel).
- Віце-прем'єр-міністр — Петра де Суттер (англ. Petra De Sutter).
- Віце-прем'єр-міністр — Жан Жамбон (англ. Jan Jambon).
- Віце-прем'єр-міністр — Кріс Пітерс (англ. Kris Peeters).
- Віце-прем'єр-міністр — Дідьє Рейндерс (англ. Didier Reynders).

## Кабінет міністрів
Склад чинного уряду подано станом на 15 вересня 2016 року.
| Логотип | Міністерство                                                                 | Міністр                                           | Фото | Час на посаді | Час на посаді | Партія | Партія | Вебсайт |
| ------- | ---------------------------------------------------------------------------- | ------------------------------------------------- | ---- | ------------- | ------------- | ------ | ------ | ------- |
|         | Міністерство закордонних справ                                               | Александер де Кроо (Alexander De Croo)            |      |               |               |        |        |         |
|         | Міністерство бюджету                                                         | Софі Вільмес (Sophie Wilmes)                      |      |               |               |        |        |         |
|         | Міністерство внутрішніх справ                                                | Жан Жамбон (Jan Jambon)                           |      |               |               |        |        |         |
|         | Міністерство енергетики, екології та стійкого розвитку                       | Закія Хаттабі (Zakia Khattabi)                    |      |               |               |        |        |         |
|         | Міністерство економіки та зайнятості Бельгії                                 | П'єр-Ів Дермань (Pierre-Yves Dermagne)            |      |               |               |        |        |         |
|         | Міністерство зовнішніх і європейських справ                                  | Дідьє Рейндерс (Didier Reynders)                  |      |               |               |        |        |         |
|         | Міністерство оборони і цивільної оборони                                     | Людивін Дедондер (Ludivine Dedonder)              |      |               |               |        |        |         |
|         | Міністерство пенсійного забезпечення                                         | Карін Лальє (Karine Lalieux)                      |      |               |               |        |        |         |
|         | Міністерство підприємництва, сільського господарства і соціальної інтеграції | Девід Кларінваль (David Clarinval)                |      |               |               |        |        |         |
|         | Міністерство розвитку та співробітництва                                     | Александр де Кру (Alexander de Croo)              |      |               |               |        |        |         |
|         | Міністерство соціальної політики і охорони здоров'я                          | Френк Ванденбрук (Frank Vandenbroucke)            |      |               |               |        |        |         |
|         | Міністерство транспорту                                                      | Франсуа Беллот (Francois Bellot)                  |      |               |               |        |        |         |
|         | Міністерство фінансів                                                        | Вінсент Ван Петегем (Vincent Van Peteghem)        |      |               |               |        |        |         |
|         | Міністерство юстиції                                                         | Вінсент Ван Квікенборн (Vincent Van Quickenborne) |      |               |               |        |        |         |
|         | Міністр державних підприємств, телекомунікацій і поштових послуг             | Петра де Суттер (Petra De Sutter)                 |      |               |               |        |        |         |